# Prins Hendrik Ende Desespereert Nimmer Combinatie Zwolle (femminile)
Il Prins Hendrik Ende Desespereert Nimmer Combinatie Zwolle, noto semplicemente come PEC Zwolle è una squadra di calcio femminile olandese, sezione femminile dell'omonimo club con sede nella città di Zwolle, capoluogo della provincia di Overijssel.
La squadra, istituita nel 2010, fu inizialmente frutto di una collaborazione con il Be Quick '28 maschile, club che la affiancò per le prime due stagioni della sua esistenza. Venne iscritta all'Eredivisie, il massimo livello del campionato olandese femminile di calcio, con la denominazione Be Quick '28 dalla stagione 2011-2012, confluendo in BeNe League, il campionato congiunto belga e olandese, nella successiva. Prima dell'inizio della stagione 2012-2013 la società mutò la denominazione in SV Zwolle, per iscriversi nuovamente come Be Quick '28 nel 2013-2014.
Dalla stagione 2014-2015, l'ultima in BeNe League, formalizza la sua collaborazione con il PEC Zwolle assumendone simboli e denominazione, mantenendola dal suo ritorno in Eredivisie.
I migliori risultati sportivi conseguiti sono il quarto posto conquistato nel campionato di Eredivisie 2017-2018, il decimo in BeNe League 2012-2013 e la finale di Coppa dei Paesi Bassi nelle stagioni 2018-2019 persa per 2-1 con le avversarie dell'Ajax.

## Organico

### Rosa 2020-2021
Rosa, ruoli e numeri di maglia come da sito ufficiale, aggiornati al 18 settembre 2020.
| N. |                        | Ruolo | Calciatrice                |
| -- | ---------------------- | ----- | -------------------------- |
| 1  | Paesi Bassi (bandiera) | P     | Moon Pondes                |
| 3  | Paesi Bassi (bandiera) | D     | Moïsa van Koot             |
| 4  | Paesi Bassi (bandiera) | D     | Shanel Smid                |
| 5  | Paesi Bassi (bandiera) | D     | Jeslin Niens               |
| 6  | Paesi Bassi (bandiera) | C     | Maud Asbroek               |
| 7  | Paesi Bassi (bandiera) | A     | Maxime Bennink             |
| 8  | Paesi Bassi (bandiera) | C     | Celien Tiemens             |
| 9  | Paesi Bassi (bandiera) | A     | Rebecca Doejaaren          |
| 10 | Belgio (bandiera)      | C     | Jassina Blom               |
| 11 | Paesi Bassi (bandiera) | A     | Marushka van Olst          |
| 14 | Paesi Bassi (bandiera) | C     | Cheyenne van den Goorbergh |

| N. |                        | Ruolo | Calciatrice           |
| -- | ---------------------- | ----- | --------------------- |
| 15 | Paesi Bassi (bandiera) | A     | Naomi Hilhorst        |
| 17 | Paesi Bassi (bandiera) | C     | Kely Pruim            |
| 18 | Paesi Bassi (bandiera) | C     | Imre van der Vegt     |
| 19 | Paesi Bassi (bandiera) | A     | Amy Benarsie          |
| 20 | Paesi Bassi (bandiera) | C     | Lauri Weijkamp        |
| 21 | Paesi Bassi (bandiera) | C     | Dominique Bruinenberg |
| 22 | Paesi Bassi (bandiera) | D     | Beau Rijks            |
| 23 | Paesi Bassi (bandiera) | P     | Tirsa Postma          |
| 28 | Paesi Bassi (bandiera) | C     | Tess van Bentem       |
| 48 | Paesi Bassi (bandiera) | A     | Danique Noordman      |